# Lucy Robinson
Lucy Robinson, fille de Robert Robinson, un journaliste et présentateur de la BBC est une actrice qu'on a pu voir dans diverses séries télévisées britanniques et dans le rôle de Janey dans Bridget Jones : L'Âge de raison.

## Filmographie

### Principaux films
- 1991 : Deb dans Clarissa, d'après le roman de Samuel Richardson
- 1999 : Laura Cox dans La Dynastie des Carey-Lewis : Nancherrow de Simon Langton d'après un roman de Rosamunde Pilcher
- 2004 : Janey dans Bridget Jones : L'Âge de raison

### Télévision
- 1994 : Jennifer Radcliffe dans trois épisodes de la série Heartbeat (1992-2010)
- 1994-1995  : Rachel Rattigan dans 24 épisodes de la série Revelations
- 1995 : Mrs Hurst dans Orgueil et Préjugés de Simon Langton
- 1996 : Mrs Elton dans Emma de Diarmuid Lawrence
- 1996 : Mme le maire Wickham, dans Mr. Fowler, brigadier chef (The Thin Blue Line)
- 2003 : Robyn Duff dans six épisodes de Cold Feet : Amours et petits bonheurs
- 2006 : Fran Clovis dans Une nouvelle Terre, un épisode de Doctor Who
- 2007 : Janet Reynolds dans Sex, the City and Me
- 2008 : Harriet dans quatre épisodes de EastEnders